# Tekken 4
Tekken 4 is het vierde deel in de Tekken-serie. Het werd ontwikkeld en gepubliceerd door Namco. Het werd uitgebracht als een arcadespel in 2001 en voor de PlayStation 2 in 2002.

## Verhaal
Tekken 4 speelt zich twee jaar na Tekken 3 af. Heihachi en zijn wetenschappers hebben monsters van Ogre's bloed en weefsel gevonden om het toe te voegen bij Heihachi's genen om hem onsterfelijk te maken. Het experiment faalt sinds Heihachi niet de "Devil Gene" heeft. Hij geeft niet op, hij zoekt naar zijn kleinkind: Jin Kazama, die wel de Devil Gene heeft. Wanneer Heihachi leert dat het lichaam van zijn zoon, Kazuya (die ook de Devil Gene heeft en 21 jaar geleden gestorven is) is opgeslagen in de laboratoriums van de Mishima Zaibatsu's zaken rivaal, G Corporation.
Heihachi stuurt zijn Tekken Force om G Corporation te plunderen en de overblijfsels van Kazuya's te stelen, maar de missie faalt wanneer de Tekken Force is verslagen door Kazuya zelf, die terug tot leven gebracht was door G Corporation en is nu sterker dan ooit.
In een poging op Kazuya en Jin te lokken, organiseert Heihachi the King of the Iron Fist Tournament 4. Het plan werkt, in de zevende ronde waar Jin en Kazuya moeten vechten wordt Jin overvalleen en gevangengenomen door de Tekken Force. Kazuya is winnaar verklaart van de zevende ronde en moet het tegen Heihachi opnemen in de achtste ronde. Heihachi wint dat gevecht maar in plaats van Kazuya direct te vermoorden neemt hij hem naar Jin in Hon-Maru, een Mishima dojo in een bos.
Daar neemt Devil Kazuya's verstand over, en vertelt hij Heihachi dat hij gekomen is om het stuk van de Devil Gene te nemen die hij verloren was de nacht dat Kazuya in een vulkaan gegooid was. Terwijl Devil Jin niet bij bewustzijn is en in de dojo werd gehouden door kettingen. Terwijl ze vechten, duwt Devil Heihachi uit de kamer met zijn telepathische krachten in plaats van hem te vermoorden en probeert hij Jin's Devil Gene te stelen. Jin Kazama's bloed, geërfd van zijn moeder stopt het proces, en in verwarring vecht Kazuya Devil in zijn verstand en neemt hij weer controle over zijn lichaam. Kazuya besloot om Jin te vermoorden en zijn kracht te absorberen. Hij tergt Jin telepathisch tot zijn zoon wakker wordt. In woede gaat Jin een gevecht aan met Kazuya en wint.
Heihachi wordt dan wakker en maakt zich klaar om de vermoeide Jin te verslaan, maar Jin wint en is van plan hem te vermoorden. Jin gaf bijna de genadeslag maar een visioen van zijn moeder, Jun, verschijnt voor hem. Jin twijfelt en laat Heihachi uiteindelijke vrij. Jin zegt hem "dank mijn moeder, Jun Kazama". De zwarte, verige vleugels van Jin komen weer tevoorschijn en vliegt weg door het dak.

## Gameplay
Tekken 4 introduceert nieuwe gameplay elementen die anders waren dan bij de vorige spellen in de serie. Voor de eerste keer kon de speler zijn vijand tegen de muur of andere obstakels gooien voor extra schade. En de engine was veranderd om meer gefocust te zijn op de omgeving.
Tekken 4 had een beat 'em up minigame genaamd Tekken Force. De speler moet met een over-de-schoudercamera tegen Heihachi's Tekken Force vechten op vier levels, en uiteindelijk tegen Heihachi zelf. De speler kan levens en power-ups oppakken terwijl ze vechten. Sommige personages hebben hun eigen eindgevecht, Kazuya en Hwoarang vechten tegen Jin, Lee tegen Combot, en Heihachi tegen Kazuya.

## Personages
- Jin Kazama
- Kazuya Mishima
- Heihachi Mishima
- Marshall Law
- Paul Phoenix
- Yoshimitsu
- Nina Williams
- Lee Chaolan
- Lei Wulong
- Hwoarang
- Ling Xiaoyu
- King
- Bryan Fury
- Julia Chang
- Kuma
- Panda
- Eddy Gordo
- Steve Fox
- Craig Marduk
- Christie Monteiro
- Miharu Hirano
- Combot

## Ontvangst
Het spel heeft een gemiddelde van 82% op Game Rankings gebaseerd op 62 recensies en 79% op metacritic gebaseerd op 23 recensies. Op 31 augustus 2003 kreeg het spel van German VUD (Verband der Unterhaltungssoftware Deutschland - Entertainment Software Association Germany) de Gold-Award wegens 100.000 verkochte exemplaren in Duitsland, Oostenrijk en Zwitserland.
| Beoordeeld door        | Jaar | Platform      | Score |
| ---------------------- | ---- | ------------- | ----- |
| PSX Extreme            | 2002 | PlayStation 2 | 98%   |
| IGN                    | 2004 | PlayStation 2 | 90%   |
| VicioJuegos.com        | 2005 | PlayStation 2 | 90%   |
| Game Informer Magazine | 2002 | PlayStation 2 | 90%   |
| Consoles Plus          | 2002 | PlayStation 2 | 90%   |
| Peliplaneetta.net      | 2002 | PlayStation 2 | 90%   |
| GameZone               | 2002 | PlayStation 2 | 85%   |
| GameSpot               | 2002 | PlayStation 2 | 84%   |
| Gamers.at              | 2002 | PlayStation 2 | 75%   |
| The Video Game Critic  | 2004 | PlayStation 2 | 67%   |